# 洛安达
洛安达是巴西巴拉那州的一个市镇。总面积722.496平方公里，总人口20067人，人口密度27.8人/平方公里。